# Kasteel van Budingen

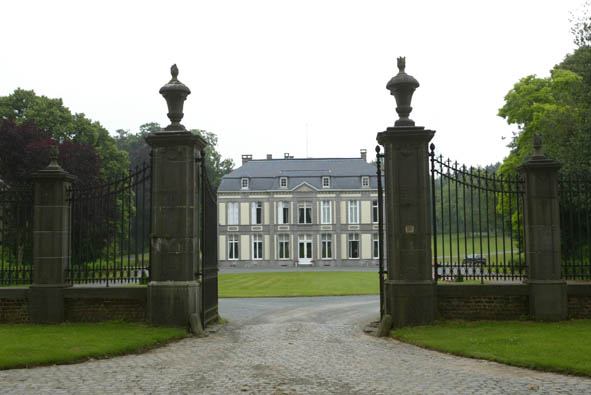
kasteel Budingen in 2006

Het Kasteel van Budingen is een kasteel in de tot de Vlaams-Brabantse gemeente Halle behorende plaats Breedhout, gelegen aan Budingen 22.

## Geschiedenis
Budingen was een heerlijkheid die vanaf de 15e eeuw tot 1530 in bezit was van de familie Rolin. Daarna tot eind 16e eeuw aan de familie De Marnix, vervolgens tot 1743 aan de familie de Lutzerat, dan tot 1799 aan De Walckiers, tot 1832 aan Ottevaere, vervolgens 't Serstevens en dan door huwelijk aan de familie De Jonghe d'Ardoye.
Het huidige kasteel is een classicistisch bouwwerk van 1743 en in 1896 werd het aangepast in neoclassicistische stijl.
Het is een gebouw op U-vormige plattegrond. Het wordt bereikt via een monumentaal hek dat toegang geeft tot het voorplein dat geflankeerd wordt door dienstgebouwen.